# Xosé Lluis García Arias
Pour les articles homonymes, voir García et Arias.
Xosé Lluis García Arias, né le 6 mai 1945 à Teverga, est un philologue asturien. Il est président de l'Académie de la langue asturienne depuis sa fondation en 1981 jusqu'en 2001.